# 휴키이스
휴 키이스(Hugh Keice, 본명 김한우 1986년 6월 10일~)는 대한민국의 인디 싱어송라이터이자 사운드 아티스트, 작가이다. 초기에는 포크, 락, 훵크, 소울를 가미한 팝으로 시작했으나 최첨단맨을 계기로 신스팝, 시티팝 사운드를 들려줬다. 최근에는 전시 작가로서 활발하게 활동하고 있으며, 특히 아트 그룹 녹음과 함께하고 있다. 특이하게도 영국 인디씬에서 활동을 시작했다.

## 이름 유래
휴 키이스의 휴 (Hugh)는 독일에서 그 어원을 찾을 수 있어 독일에서 보낸 그의 유년을 떠올릴 수 있는 한편 "Brightness In Mind"라는 뜻이 담겨 사용하게 됐다. 키이스(Keice)의 경우 그의 이니셜인 HK를 맞추고자 K로 시작하는 특이한 이름을 떠올리다가 Keice라는 조어를 만들어 사용하게 됐다. 편의상 휴키스, 휴키이스, 휴로 불리기도 한다.

## 활동
1년간 골드스미스 대학 Goldsmiths University of London에서 ICCE 석사 (MA) 과정을 졸업한 그는 그동안 준비했던 음원들로 노팅힐의 자취방에서 제작된 첫 데뷔 EP 《When Summer Holds The Rain》을 2010년 7월에 발매하며 본격적인 활동에 박차를 가한다. 2011년 5월 런던 캠든의 더블린 캐슬 Dublin Castle에서 영국 인디씬 신고식을 마친 그는 이후 8월 에든버러 프린지 페스티벌 Edinburgh Fringe Festival에 참여하며 이름을 알리기 시작한다.이듬해인 2012년 1월 그는 두 번째 EP 앨범인 《Drink In The Desert》를 발매하며 활동을 이어 가는데, 전작과 달리 현지 재즈 뮤지션들의 참여로 음악적 스타일의 변화를 시도한다. 앨범의 후반 작업은 전작과 마찬가지로 프로듀서 포스티노 Postino가 담당했다.앨범 발매 후 영국의 인디 밴드 경연대회인 에머젠자 페스티벌 Emergenza Festival의 결승에 오르며 한국에서도 주목을 받는다. MBC MUSIC 배철수 애비로드를 걷다를 통해 방송에 처음 소개가 됐으며, 영국에서도 리버풀 사운드 시티 2012 Liverpool Soundcity에 초청되어 큰 무대에서의 검증을 마친다. 이 앨범을 계기로 쇼머스트 레이블과의 연계를 통해 한국 활동에도 탄력을 받아 앨범이 각종 음원 사이트에 유통 되었고, 소속 아티스트인 피터팬 컴플렉스의 단독 공연에 게스트로 출연하며 홍대 인디씬에서의 저변을 확대한다. 2013년 마침내 루비살롱 레코드와 계약을 채결하며 첫정규 앨범인 Whale Song Omnibus를 10월에 발매, 한국콘텐츠진흥원이 주최하는 MU:CON과 대한민국 라이브뮤직 페스티벌에 연달아 출연하며 한국에서도 본격적인 활동에 박차를 가한다.폴란드에서 열린 유로피언 뮤직 페어, 영국의 리버풀 사운드 시티, 더 그레잇 이스케이프 등 해외의 다양한 페스티벌에 출연하면서 독특한 이력을 쌓아가고 있는 와중에 2014년 5월 Why Can't You Luv Me EP앨범을 다시 내놓으며 사운드홀릭 페스티벌 EXIT과 펜타포트 락 페스티벌, V-rox 페스티벌에 출연하여 좋은 반응을 얻었다.

 2015년 Benjamin Blue Who Stole The Moon 이후로 솔로 앨범은 안 내고 있다.

최첨단맨 (2018~)

2018년부터 신스팝 밴드 최첨단맨(ultramodernista)의 멤버로 활동하고 있으며 일본의 디스크유니온 오디션을 통해 발탁되어 데뷔 앨범 ultramodernista를 발매했다. 이후 일본과 한국을 오가며 활동하고 있다.

작가(2020~)
2020 공예트렌드페어에서 매화점장단이라는 작품의 오리지널 사운드트랙 Damhwa를 제작했다. 2022년 DDP에서 서울문화재단과 수무의 주관으로 열린 가장 조용한 집 전시를 통해 자연을 이용한 음악을 조경과 미디어 아트와의 협업을 통해 선보였다. 이를 계기로 녹음이라는 아트 팀의 사운드 아티스트로 활동하게 된다.

## 구성원
- 휴 키이스 - 작곡. 작사, 보컬, 기타, 신시사이저

## 앨범
- EP 《When Summer Holds The Rain》 - 2010
- EP 《Drink In The Desert》- 2012
- EP 《Slow Tree》- 2013년
- 《Whale Song Omnibus》- 2013년
- EP 《Why Can't You Luv Me》- 2014년